# Randolph L. Kirk
Randolph L. Kirk (...) è un astronomo statunitense.
Dopo aver ottenuto il baccellierato in fisica nel 1981 all'Università di Stanford, ha conseguito il master nel 1984 e il dottorato in scienze planetarie nel 1987 al Caltech.  
Il Minor Planet Center gli accredita la scoperta dell'asteroide 3412 Kafka effettuata il 10 gennaio 1983 in collaborazione con Donald James Rudy.